# Liste der Baudenkmäler in Pösing

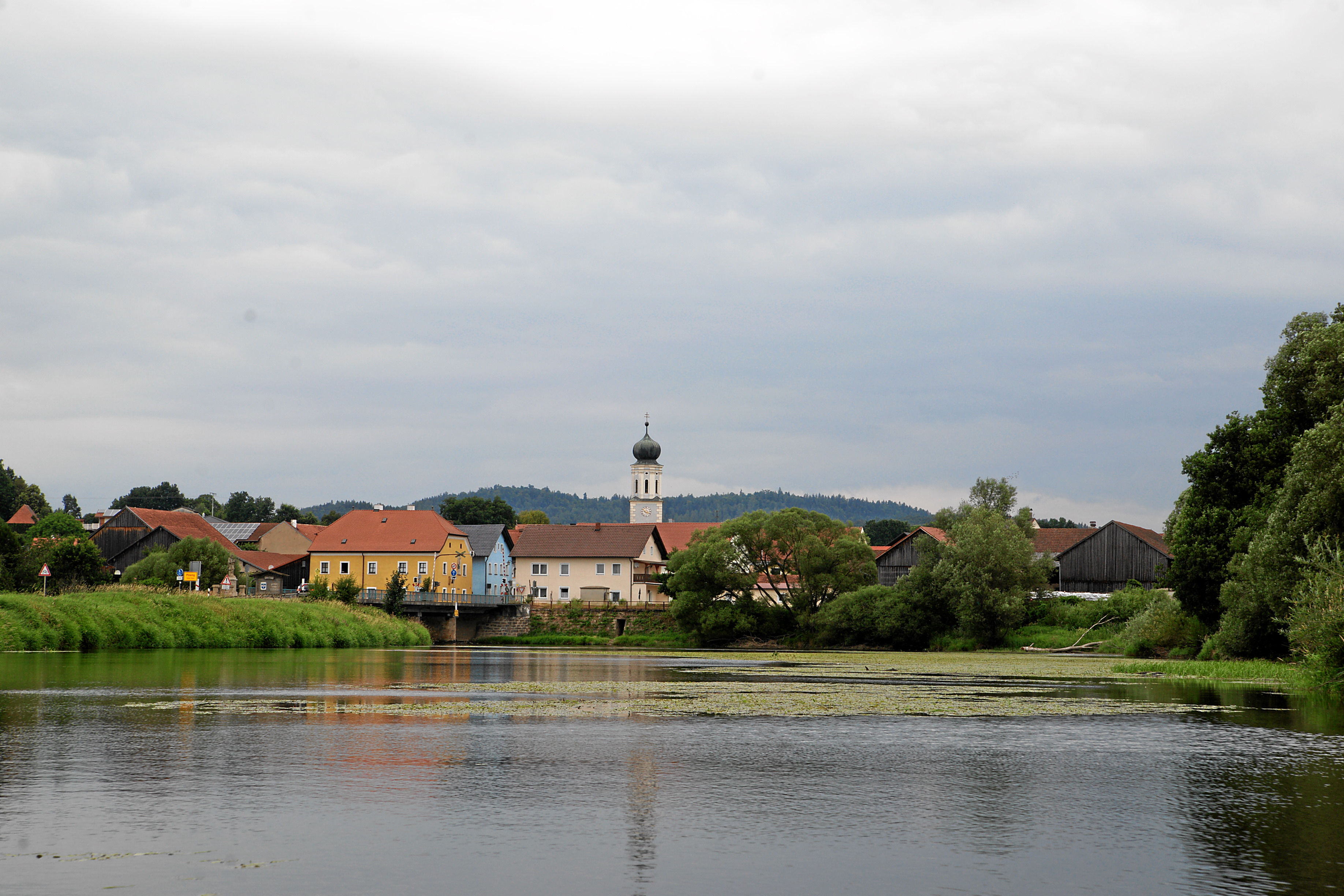
Blick auf Pösing

Auf dieser Seite sind die Baudenkmäler in der Oberpfälzer Gemeinde Pösing zusammengestellt. Diese Tabelle ist eine Teilliste der Liste der Baudenkmäler in Bayern. Grundlage ist die Bayerische Denkmalliste, die auf Basis des Bayerischen Denkmalschutzgesetzes vom 1. Oktober 1973 erstmals erstellt wurde und seither durch das Bayerische Landesamt für Denkmalpflege geführt wird. Die folgenden Angaben ersetzen nicht die rechtsverbindliche Auskunft der Denkmalschutzbehörde.

## Baudenkmäler nach Ortsteilen

### Pösing
| Lage                              | Objekt                              | Beschreibung | Akten-Nr.    | Bild                 |
| --------------------------------- | ----------------------------------- | --- | ------------ | -------------------- |
| Bühl (Standort)                   | Kalvarienbergkapelle                | Abgewalmter Satteldachbau, 19. Jahrhundert | D-3-72-147-4 | Kalvarienbergkapelle |
| Nähe Obere Hauptstraße (Standort) | Felsenkeller                        | Lager- oder Eiskeller mit Treppenabgang und Türstock aus Granit, spätere Veränderungen mit Ziegelausmauerungen, 18./19. Jahrhundert                                                            | D-3-72-147-5 | BW                   |
| Obere Hauptstraße 1 (Standort)    | Katholische Kuratiekirche St. Vitus | Traufständiger Saalbau mit eingezogenem Chor, abgewalmten Satteldach, Chorflankenturm mit Zwiebelhaube und Putzgliederungen, im Kern gotisch, im 18. Jahrhundert barockisiert; mit Ausstattung | D-3-72-147-1 | weitere Bilder       |
| Untere Hauptstraße 2 (Standort)   | Zwei Reliefsteine                   | Mit teils doppelseitig eingeritzten kirchlichen Emblemen, Sandsteine, wohl 17. Jahrhundert; ursprünglich vermutlich Grenzsteine von verschiedenen Fundorten                                    | D-3-72-147-2 | BW                   |
| Untere Hauptstraße 14 (Standort)  | Pfarrhof                            | Zweigeschossiger und giebelständiger Halbwalmdachbau, 18./19. Jahrhundert | D-3-72-147-3 | weitere Bilder       |